# Уа-Пу
Уа-Пу (фр. Ua Pou) — третий по величине остров Маркизских островов. Расположен в 1347 км к северо-востоку от острова Таити. Длина Уа-Пу с севера-на юг составляет 15 км, с востока на запад — 10 км. Площадь острова — 105 км². Второе полинезийское название Уа-Пу — остров Хапу (Hapu). Европейские исследователи в прошлом называли его остров Адамс (англ. Adams Island), остров Джефферсон (англ. Jefferson Island), остров Тревеннен (англ. Trevennen Island).

## География
С севера на юг в центре острова проходит горный хребет, высшая точка которого гора Потаинуи, известная также как Оаве (1232 м). Берега острова весьма крутые, особенно на западном берегу, где высокие утёсы обрываются прямо в океан. Восточный же берег изрезан, покрыт галькой, а вблизи лежат небольшие моту. На западном берегу также расположены долины Хакахау, Хакамаии, Хохои и Пааумеа. На острове большое количество бухт.

## История
В далёком прошлом на острове Уа-Пу проживало 27 независимых племён, в основном ютившихся в долинах острова. Самобытность Уа-Пу заключалась в том, что в отличие от других островов архипелага, на острове признавался только один верховный вождь, принадлежавший к племени атипапа. На Уа-Пу сохранилось очень большое количество каменных сооружений, построенных древними жителями острова. Однако до сих пор не проводилось каких-либо крупных исследований.
Из-за труднодоступности острова первые европейцы на острове появились только в 1791 году. Ещё 17 апреля 1791 года мимо Уа-Пу проплывало американское судно под командованием Джозефа Ингрэхема (англ. Captain Joseph Ingraham), однако высадиться на нём капитану так и не удалось: он ограничился только нанесением на карту координат острова. Но уже 21 июня 1791 года на Уа-Пу высадился первый европеец — французский мореплаватель Этьенн Маршан (фр. Etienne Marchand), объявивший остров собственностью французского короля Людовика XVI. Однако иностранцы очень редко посещали Уа-Пу из-за отсутствия безопасной гавани, малого количества сандалового дерева и другого сырья. Первые католические миссионеры также испытывали большие трудности на острове: между племенами были часты войны, начались эпидемии, в результате которых численность коренного населения снизилась с 2 тысяч человек в конце XVIII века до 400 человек в 1885 году. К тому же, на острове вплоть до 1863 года продолжались человеческие жертвоприношения.

## Административное деление
Остров Уа-Пу — коммуна, входящая в состав административного подразделения Маркизские острова.
| Остров или риф | Площадь суши, км² | Площадь лагуны, км² | Население, чел. (2007) | Административный центр |
| -------------- | ----------------- | ------------------- | ---------------------- | ---------------------- |
| Уа-Пу          | 105               | —                   | 2157                   | Хакахау                |
| Моту-Оа        | 0,3               | —                   | —                      | —                      |
| Коммуна Уа-Пу  | 105,3             | —                   | 2157                   | Хакахау                |

## Население
В 2007 году численность населения Уа-Пу составляла 2157 человек, которые проживали в двух поселениях острова — деревнях Хакахау и Хакамаии.
Административным центром острова является деревня Хакахау, которая расположена в северо-восточной части Уа-Пу. В 1996 году численность населения Хакахау составляла 1398 человек.

## Экономика
Основными источниками местного дохода в настоящий момент являются производство копры, вылов рыбы и местное ремесло. На Уа-Пу есть свой аэропорт.

## Фотогалерея
- Корабль в бухте Хакахау
- Восточный берег острова
- Южный берег острова и островок Моту-Такахе
- Головное украшение женщин острова
- Ручка «уле», прикреплённая к миске, в которую жители острова Уа-Пу толкут плоды хлебного дерева
- Гора Оаве, спрятанная в облаках